# کوئینسی (اوهایو)
کوئینسی (به انگلیسی: Quincy) یک روستا در ایالات متحده آمریکا است که در شهرستان لوگان، اوهایو واقع شده‌است. کوئینسی ۲٫۹۳ کیلومتر مربع مساحت و ۷۰۶ نفر جمعیت دارد و ۳۲۱ متر بالاتر از سطح دریا واقع شده‌است.